# NGC 4324
NGC 4324 је лентикуларна галаксија у сазвежђу Девица која се налази на NGC листи објеката дубоког неба.
Деклинација објекта је + 5° 15' 0" а ректасцензија 12h 23m 6,0s. Привидна величина (магнитуда) објекта NGC 4324 износи 11,6 а фотографска магнитуда 12,5. Налази се на удаљености од 35,1000 милиона парсека од Сунца. NGC 4324 је још познат и под ознакама UGC 7451, MCG 1-32-32, CGCG 42-63, VCC 613, IRAS 12205+0531, PGC 40179.